# Elisabeth von Burgund

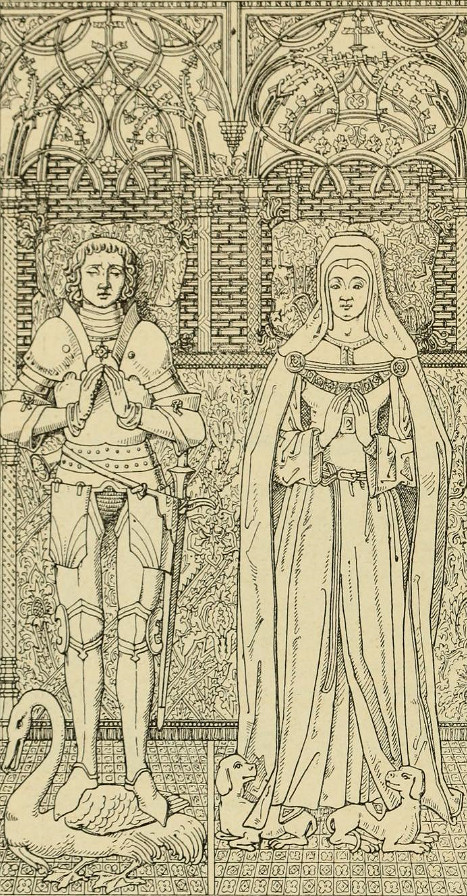
Zeichnung der gemeinsamen Grabplatte Elisabeths von Burgund und ihres Mannes Johann I. von Kleve

Elisabeth von Burgund (* nach dem 24. August 1439 in Nevers; † 21. Juni 1483) war durch Heirat mit Johann I. von Kleve-Mark von 1455 bis zu ihrem Tod Herzogin von Kleve. Sie ist die Stammmutter des Hauses Kleve-Nevers und damit der klevischen Linie der Grafen und Herzöge von Nevers, weil das Territorium zu ihrem Erbe gehörte und nach Elisabeths Tod an ihren Sohn Engelbert fiel.

## Leben
Elisabeth kam als erstgeborenes Kind Johanns II. von Burgund, Graf von Étampes, Nevers, Rethel und Eu, und seiner ersten Frau Jacqueline d’Ailly zur Welt. Da Elisabeths jüngerer Bruder im Alter von nur fünf Jahren verstarb und ihr Vater somit keinen männlichen Nachkommen hatte, bestimmte er seine älteste Tochter zur Erbin der Grafschaften Nevers und Eu.
Am 22. April 1456 heiratete Elisabeth in Brügge ihren Cousin 3. Grades, den Klever Herzog Johann I. Nach der Heirat von Maria von Burgund und Adolf II. von Kleve war die Verbindung zwischen Elisabeth und Johann bereits die zweite Ehe, die zwischen dem Klever Geschlecht und dem Haus Burgund geschlossen wurde. Sie machte das Klever Herzogtum für die folgenden 100 Jahre zu einer Art burgundischer Dependance, was sich vornehmlich im kulturellen Leben niederschlug. Das höfische Leben, aber auch die Verwaltungspraxis im Klever Territorium orientierten sich unter Johann I. zunehmend am burgundischen Vorbild.
Als ihr Mann nach dem Tod des geldrischen Herzogs Adolf von Egmond Maximilian von Österreich dabei unterstützte, seine durch die Heirat mit Maria von Burgund erworbenen Ansprüche auf das Herzogtum Geldern gegen den Widerstand von Adolfs Schwester Katharina durchzusetzen, führte Elisabeth während Johanns Abwesenheit die Regierungsgeschäfte in Kleve.
Aus der Ehe zwischen Elisabeth und Johann I. gingen sechs Kinder hervor:
- Johann II. (* 13. April 1458; † 15. März 1521), Herzog von Kleve, ⚭ 3. November 1489 Mathilda von Hessen
- Adolf (* 28. April 1461; † 4. April 1498), Domherr in Lüttich
- Engelbert (* 26. September 1462; † 21. November 1506), Graf von Nevers und Eu, ⚭ 23. Februar 1489 Charlotte de Bourbon
- Dietrich (* 29. Juni 1464; † jung)
- Marie (* 8. August 1465; † 7. Oktober 1513)
- Philipp (* 1. Januar 1467; † 5. März 1505), Bischof von Nevers (1500–1505), Amiens (1501–1503) und Autun (1505)

Elisabeth starb am 21. Juni 1483 noch vor ihrem Vater. Erbe ihrer Ansprüche auf die Grafschaften Nevers und Eu wurde ihr drittgeborener Sohn Engelbert, der die Linie Kleve-Nevers begründete. Das gemeinsame Grabmal mit ihrem Mann steht in der Stiftskirche St. Mariä Himmelfahrt in Kleve. Es handelt sich dabei um eine Schiefertumba, die mit gravierten und vergoldeten Kupferplatten verkleidet ist. Die im Auftrag Karl von Egmonds gefertigte Deckplatte zeigt die beiden Verstorbenen und damit eine der wenigen Abbildungen Elisabeths. Das Grabmal gilt als eines der bedeutendsten Werke seiner Art.